# Ghiacciaio Ellis
Il ghiacciaio Ellis (in inglese: "Ellis glacier") è un ghiacciaio lungo circa 7 km situato sulla costa della Principessa Ragnhild, nella Terra della Regina Maud, in Antartide. Il ghiacciaio, il cui punto più alto si trova a circa 1300 m s.l.m., si trova in particolare nei monti Sør Rondane, dove fluisce verso nord scorrendo tra il ghiacciaio Gillock e il ghiacciaio Jennings.

## Storia
Il ghiacciaio Ellis è stato mappato nel 1957 da cartografi norvegesi grazie a fotografie aeree scattate nel corso dell'operazione Highjump, 1946-1947, ed è stato in seguito così battezzato in onore del fotografo Edwin E. Ellis, che prese parte alla suddetta operazione realizzando moltissime immagini aeree delle zone comprese tra 14°E e 164°E.